# Seleção Eslovaca de Futebol
A Seleção Eslovaca de Futebol (eslovaco: Slovenské národné futbalové mužstvo) representa a Eslováquia nas competições de futebol da UEFA e da FIFA, e é controlada pela Federação Eslovaca de Futebol.

## História

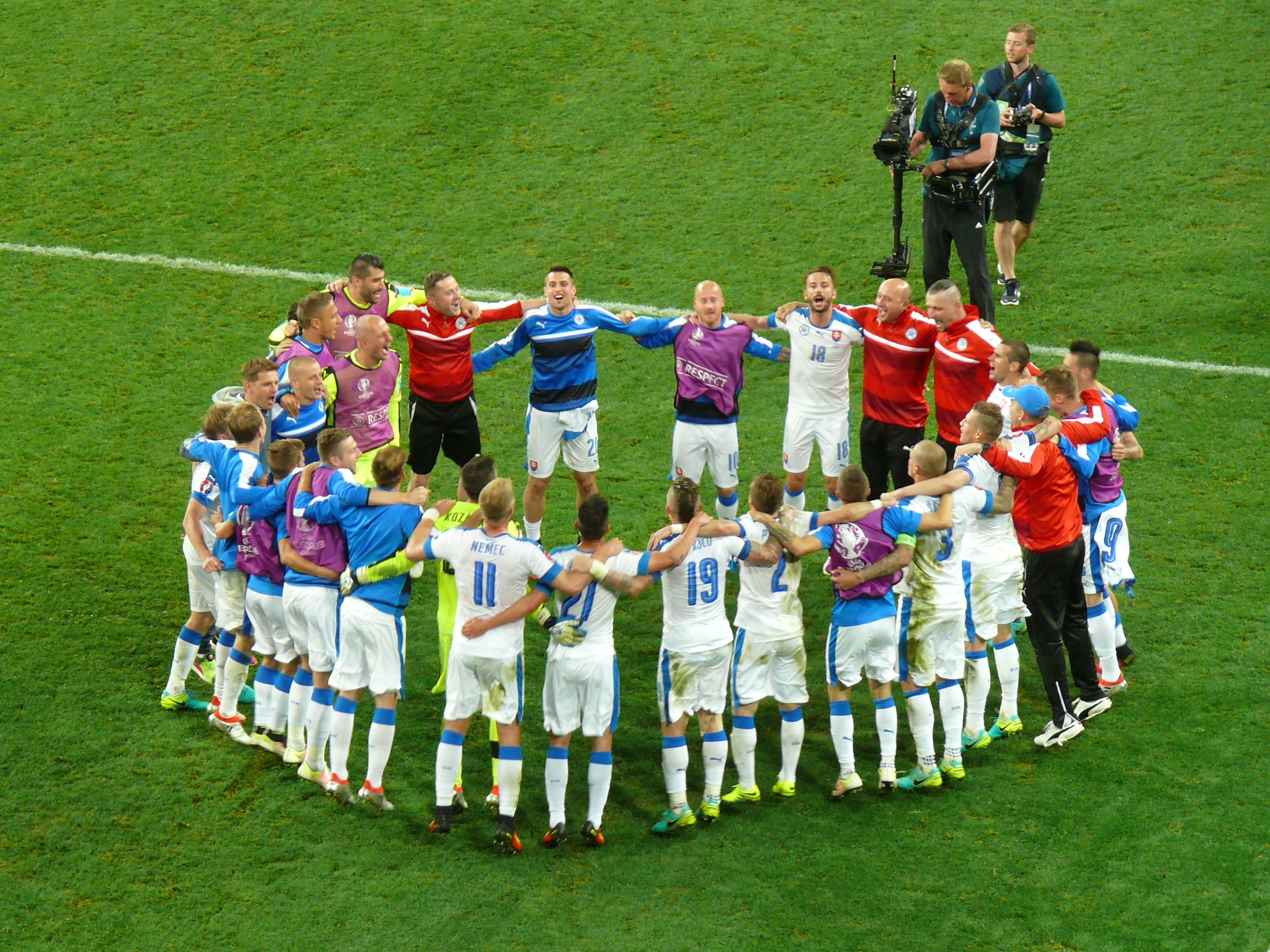
Comemoração dos jogadores eslovacos após a partida contra a Rússia no UEFA EURO 2016 pelo placar de 2X1.

O dia 14 de outubro de 2009 foi marcante para o futebol eslovaco. A seleção nacional conquistou, ineditamente como país independente, classificação para uma Copa do Mundo. A classificação ocorreu com uma vitória por 1–0 fora de casa contra a Polônia. O gol que colocou a Eslováquia na Copa de 2010 foi marcado contra, pelo jogador polonês Gancarczyk. Na competição, chegou às oitavas-de-final, vencendo a então campeã mundial Itália por 3–2, e sendo eliminada pelos Países Baixos.
| Pos | Equipe        | Pts | J | V | E | D | GP | GC | SG | Classificado      |
| --- | ------------- | --- | - | - | - | - | -- | -- | -- | ----------------- |
| 1   | Paraguai      | 5   | 3 | 1 | 2 | 0 | 3  | 1  | +2 | Fase eliminatória |
| 2   | Eslováquia    | 4   | 3 | 1 | 1 | 1 | 4  | 5  | −1 | Fase eliminatória |
| 3   | Nova Zelândia | 3   | 3 | 0 | 3 | 0 | 2  | 2  | 0  | Eliminado         |
| 4   | Itália        | 2   | 3 | 0 | 2 | 1 | 4  | 5  | −1 | Eliminado         |

## Desempenho em competições

### Copas do Mundo
| Ano       | Fase                 | Posição              | J                    | V                    | E                    | D                    | GP                   | GC                   |
| --------- | -------------------- | -------------------- | -------------------- | -------------------- | -------------------- | -------------------- | -------------------- | -------------------- |
| 1930–1994 | Como Tchecoslováquia | Como Tchecoslováquia | Como Tchecoslováquia | Como Tchecoslováquia | Como Tchecoslováquia | Como Tchecoslováquia | Como Tchecoslováquia | Como Tchecoslováquia |
| 1998      | Não classificou-se   | Não classificou-se   | Não classificou-se   | Não classificou-se   | Não classificou-se   | Não classificou-se   | Não classificou-se   | Não classificou-se   |
| 2002      | Não classificou-se   | Não classificou-se   | Não classificou-se   | Não classificou-se   | Não classificou-se   | Não classificou-se   | Não classificou-se   | Não classificou-se   |
| 2006      | Não classificou-se   | Não classificou-se   | Não classificou-se   | Não classificou-se   | Não classificou-se   | Não classificou-se   | Não classificou-se   | Não classificou-se   |
| 2010      | Oitavas de final     | 16/32                | 4                    | 1                    | 1                    | 2                    | 5                    | 7                    |
| 2014      | Não classificou-se   | Não classificou-se   | Não classificou-se   | Não classificou-se   | Não classificou-se   | Não classificou-se   | Não classificou-se   | Não classificou-se   |
| 2018      | Não classificou-se   | Não classificou-se   | Não classificou-se   | Não classificou-se   | Não classificou-se   | Não classificou-se   | Não classificou-se   | Não classificou-se   |
| 2022      | Não classificou-se   | Não classificou-se   | Não classificou-se   | Não classificou-se   | Não classificou-se   | Não classificou-se   | Não classificou-se   | Não classificou-se   |
| 2026      | A definir            | A definir            | A definir            | A definir            | A definir            | A definir            | A definir            | A definir            |
| Total     | 1/7                  | 0 títulos            | 4                    | 1                    | 1                    | 2                    | 5                    | 7                    |

### Eurocopas
| Ano       | Fase                 | Posição              | J                    | V                    | E                    | D                    | GP                   | GC                   |
| --------- | -------------------- | -------------------- | -------------------- | -------------------- | -------------------- | -------------------- | -------------------- | -------------------- |
| 1960–1992 | Como Tchecoslováquia | Como Tchecoslováquia | Como Tchecoslováquia | Como Tchecoslováquia | Como Tchecoslováquia | Como Tchecoslováquia | Como Tchecoslováquia | Como Tchecoslováquia |
| 1996      | Não classificou-se   | Não classificou-se   | Não classificou-se   | Não classificou-se   | Não classificou-se   | Não classificou-se   | Não classificou-se   | Não classificou-se   |
| 2000      | Não classificou-se   | Não classificou-se   | Não classificou-se   | Não classificou-se   | Não classificou-se   | Não classificou-se   | Não classificou-se   | Não classificou-se   |
| 2004      | Não classificou-se   | Não classificou-se   | Não classificou-se   | Não classificou-se   | Não classificou-se   | Não classificou-se   | Não classificou-se   | Não classificou-se   |
| 2008      | Não classificou-se   | Não classificou-se   | Não classificou-se   | Não classificou-se   | Não classificou-se   | Não classificou-se   | Não classificou-se   | Não classificou-se   |
| 2012      | Não classificou-se   | Não classificou-se   | Não classificou-se   | Não classificou-se   | Não classificou-se   | Não classificou-se   | Não classificou-se   | Não classificou-se   |
| 2016      | Oitavas de final     | 14/24                | 4                    | 1                    | 1                    | 2                    | 3                    | 6                    |
| 2021      | Primeira fase        | 18/24                | 3                    | 1                    | 0                    | 2                    | 2                    | 7                    |
| 2024      | Oitavas de final     | 12/24                | 4                    | 1                    | 1                    | 2                    | 4                    | 5                    |
| Total     | 3/8                  | 0 títulos            | 11                   | 3                    | 2                    | 6                    | 9                    | 18                   |

## Uniformes

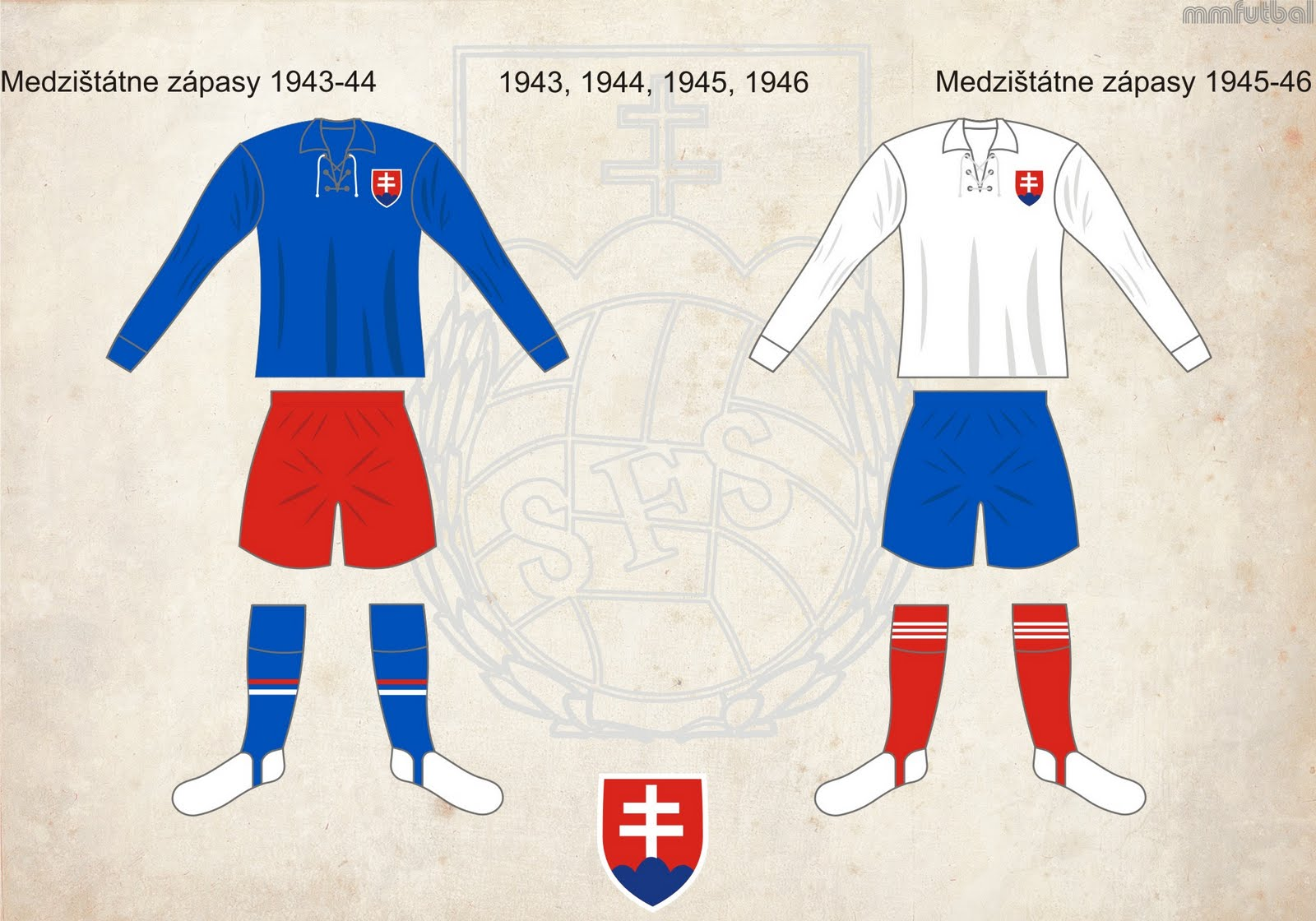
Uniformes da Eslováquia durante o período de 1939-45.

### Material esportivo
| Marca          | Período       |
| -------------- | ------------- |
| Le Coq Sportif | 1993–1995     |
| Nike           | 1995–2005     |
| Adidas         | 2006–2011     |
| Puma           | 2012–2016     |
| Nike           | 2016–presente |